# Antonio Lockward Artiles
Antonio Lockward Artiles (* 25. März 1943 in Santo Domingo; † 27. Juni 2021) war ein dominikanischer Schriftsteller.
Lockward studierte bis 1967 Jura an der Universidad Autónoma de Santo Domingo. Dem schlossen sich Studienaufenthalte in Frankreich und Israel an. Anfang der 1960er Jahre lernte er dominikanische Intellektuelle wie Aída Cartagena Portalatín kennen, schloss sich den Brigadas Dominicanas an und nahm in der Gruppe FRAGUA an der Studentenbewegung teil. 1962 wurde er zum Generalsekretär der Federación de Estudiantes Dominicanos gewählt. Später wurde er Mitglied der Schriftstellergruppen El Puño und La Isla. 

## Werke
- Hotel Cosmos
- Espíritu intranquilo
- Bordeando el río
- Los poemas del Ferrocarril Central
- Se me muere Rebeca
- Yo canto al tanque de lastre del Regina Express
- Prisioneros del claustro
- Romper el cerco
- Madame Sagá
- Antología de Juan Sánchez Lamouth
- Haitianos y cocolos en la literatura dominicana